# Chapelle Notre-Dame d'Estours
La chapelle Notre-Dame d'Estours est une chapelle catholique française située à Monistrol-d'Allier, dans le département de la Haute-Loire.

## Localisation
La chapelle est située sur la commune de Monistrol-d'Allier à 820 mètres d'altitude. Construite sur un éperon rocheux, elle surplombe les gorges de la Seuge.

## Historique
Cette chapelle de pèlerinage, comprend un chœur du XIIe siècle voûté d'ogives. La voûte paraît du XIIIe siècle. Les chapelles qui y sont accolées sont également voûtées d'ogives et paraissent du XVe siècle.

## Querelle des Inventaires
Les inventaires des biens de l'Église, réalisés à la suite de la loi de séparation des Églises et de l'État du 9 décembre 1905, suscitent des résistances dans certaines régions traditionalistes et catholiques, notamment une partie du Massif central. Des manifestations s'y opposent, tandis qu'une circulaire du ministère des Finances du 2 janvier 1906 stipule que « les agents chargés de l’inventaire demanderont l'ouverture des tabernacles », suscitant l'émotion des catholiques.
Le 27 février 1906 dans le village de Champels, a lieu l'inventaire de la chapelle Notre-Dame-d'Estours,,. Quelque cent-cinquante manifestants, armés de bâtons, de fourches, et pour certains de barres de fer, se ruent sur le receveur de l'enregistrement qui est accompagné de trois gendarmes ; le receveur de l'enregistrement est molesté, les gendarmes ripostent, la « fusillade » fait quatre blessés légers chez les manifestants.

## Description
L'abside est demi circulaire, voûtée en cul-de-four. Elle comporte cinq arcatures internes reposant sur des colonnettes avec chapiteaux d'une sculpture rudimentaire d'allure byzantine. Le chœur et le transept sont de style roman, le reste est de style gothique. Des chapelles modernes ouvrent dans la nef.